# Josef Gold
Josef Gold, pol. Józef Gold (ur. 26 września 1864 w Tarnopolu, zm. ?) – lekarz z Brodów i Złoczowa, poseł do Rady Państwa X i XI kadencji.
Był burmistrzem Złoczowa. Należał do Stronnictwa Demokratyczno-Narodowego, z którym zerwał w kwietniu 1911, wiążąc się politycznie z namiestnikiem Michałem Bobrzyńskim.